# Службы корпоративной IP-телефонии
Службы корпоративной IP-телефонии — программные приложения, предназначенные для расширения базовой функциональности IP-АТС, который предоставляется вендором (Cisco, Avaya, РТУ и т. д.).
Программные службы разрабатываются технологическими партнерами вендоров и в большинстве случаев «заточены» под определенное оборудование (модели IP-телефонов) и программное обеспечение (версии IP-АТС).

## Основные типы служб корпоративной IP-телефонии

### Службы, оптимизирующие обработку входящих вызовов
В эту группу служб входят приложения, позволяющие при поступлении входящего звонка выводить на дисплей IP-телефона расширенную информацию о звонящем из корпоративных источников.
В карточке входящего звонка может отображаться ФИО абонента, его фото, наименование компании, отдела, должности. Для компаний, работающих в сфере продаж, оказания услуг, банковской сфере, будет актуальным вывод таких данных, как номер заказа, номер расчетного счета, состояние задолженности, ФИО сотрудника компании, обслуживающего данного абонента и т. п.
Обычно эти сервисы также предоставляют возможность получить ключевую информацию о каждом пропущенном вызове, если звонивший абонент есть в корпоративной базе данных.

### Информационно-справочные службы
Информационные сервисы служат единственной цели — ускорению доступа к наиболее часто востребованной информации. Эти сервисы позволяют выводить данные их внутрикорпоративных источников и внешних онлайн ресурсов непосредственно на дисплеи IP-телефонов и, тем самым, исключают необходимость поиска информации через персональный компьютер.

#### Телефонный справочник
Телефонный справочник обеспечивает доступ к контактным данным сотрудников и контрагентов с IP-телефона пользователя. Обычно это приложение предоставляет пользователю также систему быстрого поиска контактов по тем электронным справочникам, к которым он имеет доступ.

#### Прогноз погоды
Прогноз погоды, расписание авиарейсов, список предоставляемых услуг — наиболее распространенные примеры информации, которую выводят на дисплеи IP-телефонов.

#### Курсы валют
Предприятиям, работающим в финансово-банковской сфере, предлагается выводить значения курсов валют, котировок ценных бумаг, кредитных ставок, нефтяных цен и т. п., обновляемые в режиме реального времени.

#### Показатели деятельности компании
Для руководителей различного уровня может оказаться полезным получение быстрого доступа с IP-телефона к основным показателям деятельности компании или конкретного её подразделения в численном или графическом виде.

### Сервисы группового оповещения
Ресурсы IP-телефонной сети могут быть использованы для рассылки текстовых и голосовых сообщений по группам сотрудников.
Сервисы группового оповещения полезны для повышения уровня информированности персонала, для ускорения процессов подготовки и сбора различных мероприятий, могут быть задействованы как часть системы громкого оповещения.

### Запись
Программа записи телефонных переговоров, которую можно использовать и для контроля работы персонала (например, операторов контакт-центра), и для повышения информационной безопасности, и для разрешения конфликтных ситуаций с контрагентами.

### Системы управления абонентами
Системы управления абонентами предназначены для упрощения управления аккаунтами пользователей корпоративной телефонной сети в организациях с большим количеством сотрудников и/или территориально распределенной структурой. Эти системы позволяют решить проблему «мертвых душ» и избежать повторного назначения уже используемых телефонных номеров. Помимо этого, системы управления пользователями могут предоставлять функциональность, необходимый для упрощения инвентаризации телефонных аппаратов. (Также эта функциональность может быть вынесена в отдельное приложение.)

### Системы контроля расходов на телефонную связь
Для контроля расходов сотрудников на платные услуги связи предлагается использовать программные приложения, с помощью которых можно установить ограничения на количество средств, которое различные группы пользователей (или индивидуальные пользователи) могут истратить за определенный период времени на телефонную связь. По достижении установленного ограничения доступ к платным услугам связи для данной группы пользователей прекращается.

### Системы конференц-связи (селекторные совещания)
Большая часть вендоров корпоративной IP-телефонии предлагает собственные решения для сбора и проведения аудио- и видеоконференций в построенной корпоративной телефонной сети. Однако, существует ряд причин, по которым выбор этих решений не всегда оптимален: это и цена решений, и особенности функциональности. Поэтому технологические партнеры вендоров предлагают альтернативные решения — системы проведения селекторных совещаний. Основным отличием систем селекторных совещаний от традиционных систем конференц-связи можно назвать разделение пользователей по ролям — ведущего и участников, которые должны просить права голоса у ведущего.